# Кубанська ГЕС-2
Кубанська ГЕС-2 або Куршавська ГЕС-2 — ГЕС, у складі Кубанського каскаду ГЕС. Розташована у селищі Ударний Прикубанського району, на 76-му км Великого Ставропольського каналу. ГЕС почали будувати у 1963 . Перші 2 гідроагрегати були пущені в 1967, ще один — у 1968. Здано в експлуатацію в 1971. У 1977–1983 роках гідротурбіни були замінені. ГЕС побудована за дериваційной схемою, на 2013 рік є найпотужнішою ГЕС Кубанського каскаду.
Склад споруд ГЕС:
- басейн добового регулювання;
- водоприймач;
- напірні трубопроводи;
- будівля ГЕС;
- відвідний канал;
- компенсаційне водосховище;
- шлюз-регулятор № 3 на Великому Ставропольському каналі;
- ВРП 110 кВ;
- ВРУ 330 кВ.

Потужність ГЕС — 184 МВт, середньорічне виробництво — 582 200 000 кВт·год У будівлі ГЕС встановлено 4 радіально-осьові гідроагрегати РО170/638аВМ-250 потужністю по 46 МВт, що працюють при розрахунковому напорі 118,4 м. Виробник гідротурбін — харківське підприємство «Турбоатом», генераторів — «Уралелектротяжмаш».
Існують плани збільшення об'єму басейну добового регулювання ГЕС-2 до 2,6 млн м³, що дасть можливість продовження роботи ГЕС на 1 годину в піковий період. Також існують проектні опрацювання по збільшенню потужності ГЕС на 200 МВт з установкою додаткових гідроагрегатів.

## Ресурси Інтернету
- Кубанська ГЕС-2[недоступне посилання з липня 2019]